# Our Time
「Our Time」（アワー・タイム）は、2001年8月8日に発売されたdreamの9枚目のシングル。
品番：AVCD-30276

## 概要
- TX系『スキヤキ!!ロンドンブーツ大作戦』オープニング・テーマ。
- 途中でメンバーによるラップが入る。
- 長谷部優、橘佳奈の髪色がこのシングルから茶色になっている。(長谷部、橘は当時高校1年生だったため、高校進学と同時に染めたと思われる。因みに、前作「Solve」で髪色が茶色だった松室麻衣は黒髪に戻している)

## 収録曲
1. Our Time （Original Mix）
作詞：Mai Matsumuro　作曲：D・A・I　編曲：Izumi "D･M･X" Miyazaki
2. My will （Live Version）
3. solve （Hex Hector Remix）
4. Our Time （Instrumental）